# Songs of Soil
Songs of Soil var en svensk musikgrupp bestående av bröderna Christian och Gustaf Kjellvander.
Bandet blev till som ett tillfälligt sidoprojekt då Christian Kjellvander tagit en paus från sitt band Loosegoats och Gustaf Kjellvander upplöst sitt, Sideshow Bob. Bandets enda album, The Painted Trees of Ghostwood, släpptes år 2000.
Tanken på att göra en skiva tillsammans hade dock funnits i flera år. I en intervju med tidningen Sonic beskrev Christian Kjellvander att bröderna alltid stått nära varandra musikaliskt och att det föll sig naturligt att göra en skiva tillsammans.
Gustaf Kjellvander gjorde efter samarbetet karriär med bandet The Fine Arts Showcase medan Christian Kjellvander gjorde dito som soloartist. Gustaf Kjellvander avled dock 2011.

## Diskografi

### Album
- 2000 – The Painted Trees of Ghostwood

### Singlar
- 2000 – Heather Bend

### Fotnoter
1. 1 2 3 4  Steen, Håkan. ”Songs of Soil”. Sonic. http://www.sonicmagazine.com/index.php?option=com_content&task=view&id=62&Itemid=85. Läst 22 mars 2012.